# 日産フィナンシャルサービス
株式会社日産フィナンシャルサービス（にっさんフィナンシャルサービス、英: Nissan Financial Services Co., Ltd.）は、神奈川県横浜市西区に本社を置く、日産自動車系列の金融・サービス会社である。

## 概要
2000年7月1日、株式会社日産クレジット、日産カーリース株式会社、株式会社日産カーライフネットワークの3社が合併して発足した。自動車販売に関する金融・サービスを通じて人とクルマの豊かな関係作りをサポートするのが目的である。

### 合併の狙い
- 金融事業および自動車拡販の拡大と収益性の向上。
- ITサポートによる事業の集中化と効率化。
- 効率的な組織による競争力のある低コスト体質。

この3社合併の中核事業は自動車販売金融事業である。日産系の自動車購入時における日産系販売金融会社の利用率は22%、他社の50%に比べ利用率が低かった。統合により業務の効率化を図り、経営体質、事業体制を改善することで利用率を向上させ、収益改善を図る。また合併後、新会社の株式100%を保有する日産自動車より300億円の増資を受ける事で財務体質の改善も図る。更に営業拠点の統廃合による業務の効率化と販売会社との連携強化も図られる。

## 事業内容
- 自動車購入資金および車検・整備・部品用のクレジット
- 法人・個人向けカーリース
- クレジットカード（日産カード[2]）
- 損害保険代理業

## 沿革
- 1963年（昭和38年）
  - 5月 - 株式会社日産箱根サービスセンターを設立。
  - 9月 - 資本金10億円で日産信用保証株式会社を設立。
- 1964年（昭和39年）2月 - 日産箱根サービスセンターの商号を株式会社日産観光サービスに変更。
- 1966年（昭和41年）8月 - 日産観光サービスがレンタカー事業を開始。
- 1967年（昭和42年）10月 - 日産観光サービスがカーリース事業を開始。
- 1974年（昭和49年）8月 - 日産信用保証がニッサンオートクレジットを発売。
- 1979年（昭和54年）10月 - 日産信用保証株式会社の商号を株式会社日産クレジットに変更。
- 1988年（昭和63年）4月 - 日産観光サービスの商号を日産カーリース株式会社に変更。
- 1989年（平成元年）7月 - 株式会社日産カーライフネットワークを設立。
- 1992年（平成4年）
  - 8月 - 日産カーリース株式会社が東京都港区に移転。
  - 10月 - 日産カーライフネットワークがJCBと提携。
- 1993年（平成5年）4月 - 日産カーライフネットワークが住友クレジットサービス（現・三井住友カード）と提携。
- 2000年（平成12年）7月 - 日産クレジットが日産カーリース・日産カーライフネットワークを合併し、商号を株式会社日産フィナンシャルサービスに変更。
- 2002年（平成14年）- 資本金を163億8,750万円に増資。
- 2008年（平成20年）
  - 12月1日 - レンタカー部門を分離し、株式会社日産カーレンタルソリューションを設立。
  - 12月22日 - 登記上の本店を東京都港区より千葉市美浜区（幕張本店）に移転[3]。
- 2025年（令和7年）1月 - 本社を千葉市美浜区のWBGマリブウェスト（本店所在地）より横浜市西区の横浜シンフォステージに移転[4][5][6][7]。なお、移転する本社機能は企画部門・管理部門で、その他の部門は幕張本店で業務継続[5][6]。